# Arquidiocese de Saurimo
A Arquidiocese de Saurimo (Archidiœcesis Saurimoensis) é uma arquidiocese da Igreja Católica situada em Saurimo, Angola. Seu actual arcebispo é José Manuel Imbamba. A sua Sé é a Sé Catedral de Nossa Senhora da Assunção.
Possui 7 paróquias servidas por 24 padres, abrangendo uma população de 543 420 habitantes, com 13,2% da dessa população jurisdicionada batizada (71 770 católicos).

## História
A diocese de Henrique de Carvalho foi erecta em 10 de agosto de 1975 com a bula Ut apostolicum do Papa Paulo VI, recebendo o território da diocese de Malanje (atualmente arquidiocese). Originalmente era sufragânea da arquidiocese de Luanda.
Em 16 de maio de 1979 assume o nome de diocese de Saurimo, por força do decreto Cum Excellentissimus da Congregação para a Evangelização dos Povos.
Em 9 de novembro de 2001 cede uma parte do seu território em vantagem da erecção da diocese de Dundo.
Em 12 de abril de 2011 é elevada ao posto de arquidiocese metropolitana com a bula Quandoquidem accepimus do Papa Bento XVI, tendo como sufragâneas as dioceses do Dundo e Luena.

## Prelados
|                 | Nome                            | Período    | Notas                       |
| Arcebispos      | Arcebispos                      | Arcebispos | Arcebispos                  |
| --------------- | ------------------------------- | ---------- | --------------------------- |
| 1º              | José Manuel Imbamba             | 2011-atual |                             |
| Bispos          |                                 |            |                             |
| 3º              | Eugenio Dal Corso, P.S.D.P. †   | 1997-2008  | Nomeado Bispo de Benguela   |
| 2º              | Pedro Marcos Ribeiro da Costa † | 1977-1997  |                             |
| 1º              | Manuel Franklin da Costa †      | 1975-1977  | Nomeado Arcebispo de Huambo |
| Bispo-coadjutor |                                 |            |                             |
|                 | Eugenio Dal Corso, P.S.D.P.     | 1995-1997  |                             |